# Nico Paz
Nico Paz, né le 8 septembre 2004 à Santa Cruz de Tenerife en Espagne, est un footballeur international argentin, qui évolue au poste de milieu offensif au Como 1907.

## Biographie

### Real Madrid
Né à Santa Cruz de Tenerife en Espagne, Nico Paz commence le football au CD San Juan puis évolue au CD Tenerife avant d'être formé par le Real Madrid, qu'il rejoint en 2016. Il se révèle comme l'un des joueurs les plus prometteurs du club en brillant dans les différentes catégories de jeunes du club jusqu'à la Castilla. Le 5 décembre 2022, il signe un nouveau contrat au Real Madrid.
Le 8 novembre 2023, il joue son premier match de Ligue des champions contre le SC Braga. Il entre en jeu à la place de Federico Valverde et son équipe s'impose par trois buts à zéro. 
Le 29 novembre 2023, lors de la cinquième journée de la Ligue des champions, Nico Paz inscrit son tout premier but sous les couleurs du Real Madrid face aux Italiens du Napoli. Son équipe s'impose ce soir-là par 4 buts à 2.

### Transfert à Côme
Le 25 août 2024, Nico Paz quitte le club madrilène et rejoint le fraîchement promu Como 1907, entraîné par Cesc Fàbregas,. Le transfert s'élève à un montant de six millions d'euros et inclut une clause de rachat et 50% sur une éventuelle revente.
Le 19 octobre 2024, Paz inscrit son premier but pour Côme, lors d'une rencontre de championnat face au Parme Calcio 1913. Titulaire, il inscrit le but égalisateur de son équipe (1-1 score final).

### En sélection
Nico Paz représente l'équipe d'Argentine des moins de 20 ans. Il est retenu avec cette équipe par le sélectionneur Javier Mascherano afin de participer au Tournoi Maurice-Revello.
En mars 2022, il est convoqué pour la première fois avec l'équipe nationale d'Argentine par le sélectionneur Lionel Scaloni alors qu'il n'a que 17 ans. Mais il ne fait aucune apparition lors de ce rassemblement.

### Style de jeu
Milieu de terrain offensif longiligne, Nico Paz est un meneur de jeu gaucher qui se distingue par sa technique, sa vision du jeu et sa frappe de balle. Il est à l'aise dans les petits espaces et les un-contre-un. Joueur polyvalent, il peut être positionné comme ailier, notamment à droite, ou encore dans une position plus reculée au milieu de terrain.

## Palmarès

### En club
- Real Madrid (3)
  -  Championnat d'Espagne (1)
    -  Vainqueur : 2024.

  - Supercoupe d'Espagne (1)
    - Champion : 2024

  - Ligue des champions  (1)
    - Vainqueur : 2024

## Vie privée
Nico Paz est le fils de Pablo Paz, ancien footballeur argentin ayant joué notamment pour le CD Tenerife et le Real Valladolid.